# Casinycteris argynnis
Casinycteris argynnis је врста слепог миша из породице великих љиљака (Pteropodidae).

## Распрострањење
Ареал врсте покрива средњи број држава.
Врста је присутна у следећим државама: Камерун, Централноафричка Република, ДР Конго и Екваторијална Гвинеја. Присуство у Републици Конго и Габону је непотврђено.

## Станиште
Станишта врсте су шуме, мочварна подручја и травна вегетација.

## Начин живота
Женка обично окоти по једно младунче.

## Угроженост
Ова врста је наведена као последња брига, јер има широко распрострањење и честа је врста.